# Milet (mitologia)
Segons la mitologia grega, Milet (en grec antic: Μίλητος, Miletos) va ser un heroi fill d'Apol·lo i d'Acacalis, i net de Minos.
Nascut a Creta, la seva mare l'havia abandonat quan va néixer, per por de Minos. Al bosc, va ser alimentat per una lloba i després el van recollir uns pastors. Més endavant, Minos, que ignorava qui era, impressionat per la seva bellesa, va voler violentar-lo. Aconsellat per Sarpèdon, Milet va fugir de nit i arribà a la Cària, on va fundar Milet i es va casar amb la filla del rei Èurit, Idòtea, amb qui va tenir Caunos i Biblis. Segons una altra tradició, la seva dona va ser la nimfa Ciànea, filla del rei Meandre, que també li donà dos fills bessons, els mateixos citats abans.